# Cabañas (Copán)
Cabañas is een gemeente (gemeentecode 0402) in het departement Copán in Honduras.
Het dorp heette eerst Santa Bárbara en maakte deel uit van de gemeente Santa Rita. In 1901 werd het een zelfstandige gemeente, en veranderde de naam in Cabañas. Deze verwijst naar generaal José Trinidad Cabañas.
De hoofdplaats ligt aan de rivier Gila.

## Bevolking
De bevolking is als volgt verdeeld:
| Vrouwen | 7214 | 49% |
| Mannen  | 7511 | 51% |

## Dorpen
De gemeente bestaat uit 22 dorpen (aldea), waarvan de grootste qua inwoneraantal: Cabañas (code 040201) en Las Peñas No.2 (040211).